# Josef von Teng

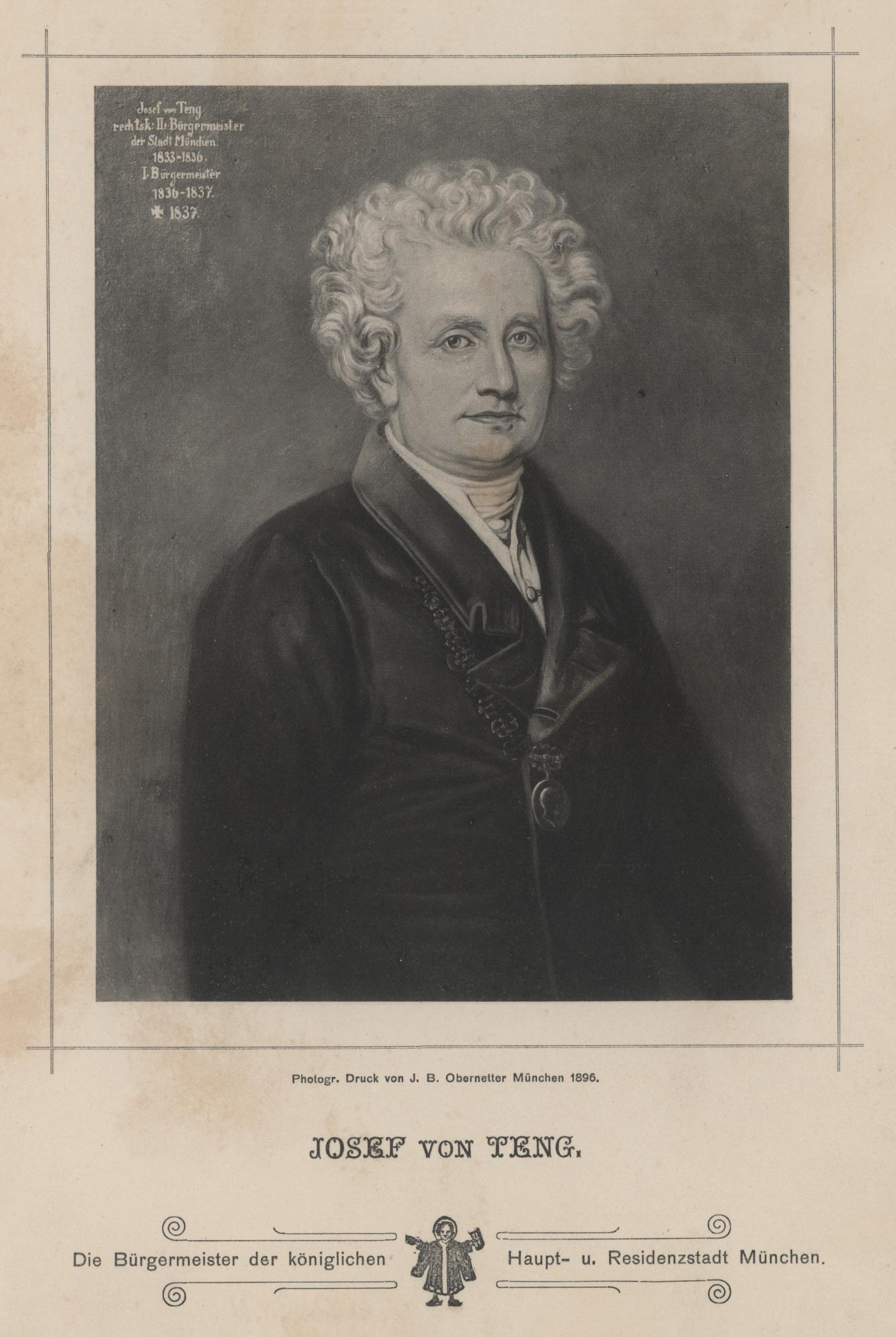
Josef von Teng (1786–1837)

Josef von Teng (* 29. August 1786 in Passau; † 7. Dezember 1837) war ein bayerischer Jurist und zwischen 1836 und 1837 Bürgermeister von München.

## Leben
Josef von Teng wuchs in Passau auf und erhielt Unterricht in den lateinischen Klassen und studierte an der Universität Landshut Rechtswissenschaften. Er praktizierte am königlichen Landgericht in der Münchner Vorstadt Au und als Stadtgerichtsassessor in Burghausen, Eichstätt und München. In München stieg von Teng schließlich zum Stadtgerichtsrat und danach zum Wechselgerichtsassessor auf. 1818 wurde von Teng zum rechtskundigen Magistratsrat befördert und wurde 1833 in das Amt des 2. Bürgermeisters gewählt. Nach dem Tod seines Vorgängers Franz Paul von Mittermayr übernahm von Teng für ein knappes Jahr das Amt des 1. rechtskundigen Bürgermeisters. Seine Amtszeit war dabei insbesondere vom Konflikt zwischen Ludwig I. und der Stadtverwaltung geprägt, da die Bedürfnisse der Bürger mit den königlichen Ansprüchen an der architektonischen Ausgestaltung divergierten. In dem damals für bankrott erklärten München konnte er kaum Maßstäbe setzen. Wegen der Finanzkrise der Stadt wurden unter Teng die Steuern stark erhöht. Teng kränkelte schon bei seiner Bestellung zum Bürgermeister und war nur ein knappes Jahr im Amt.